# Carl Martin von Stegmann

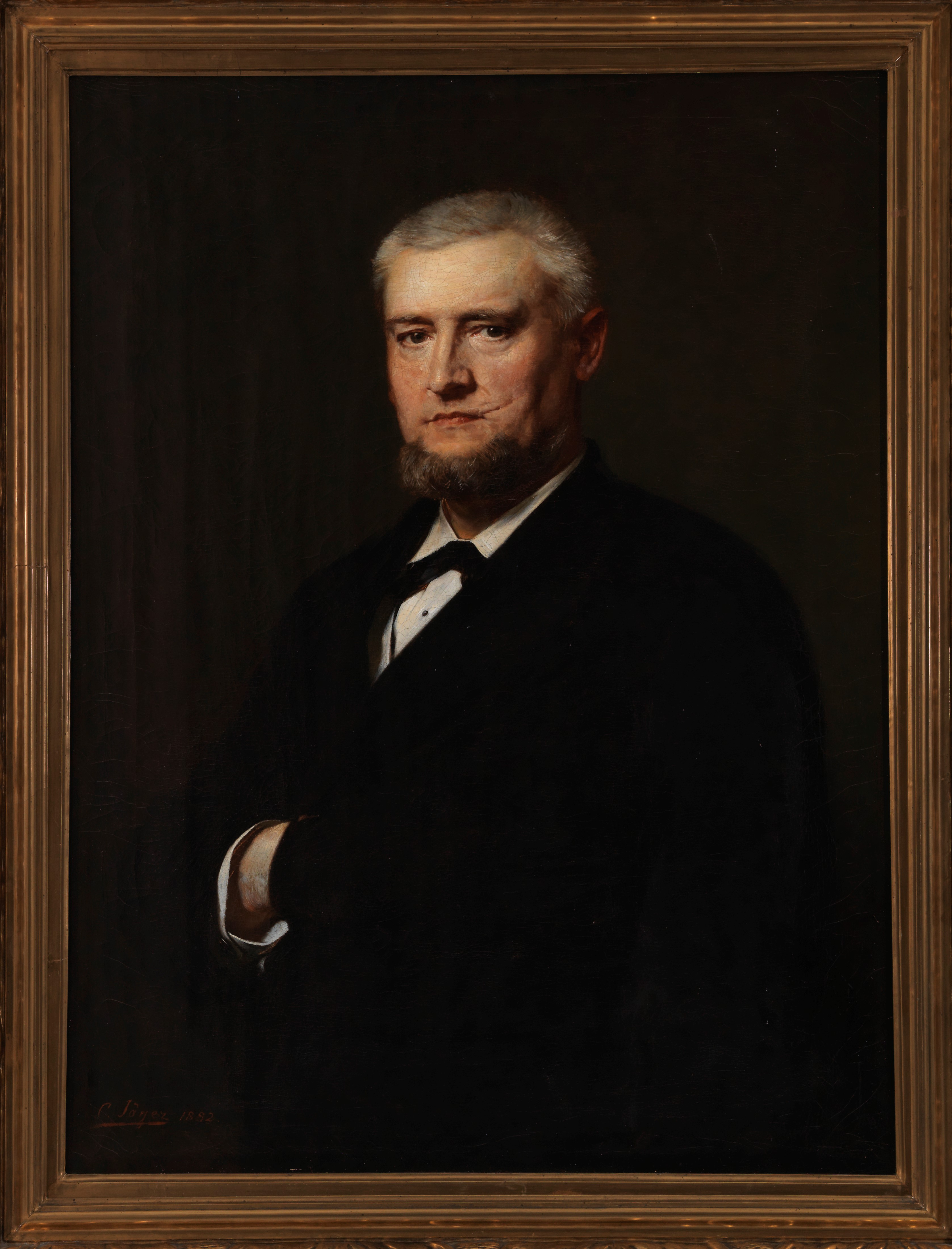
Porträt von Carl von Stegmann, Karl Jäger, Nürnberg, 1882, Öl auf Leinwand, Germanisches Nationalmuseum in Nürnberg.

Carl von Stegmann (auch Karl, * 1832 in Eisenach; † 28. Mai 1895 in Nürnberg) war ein deutscher Architekt, Lithograf, Kunsthistoriker und Museumsdirektor.

## Architekt
Stegmann leitete ab 1864 den Bau des Neuen Museums in Weimar unter der Oberleitung von Carl Heinrich Ferdinand Streichhan, welches der Prager Architekt Josef Zítek entworfen hatte. Außerdem konzipierte er als Architekt das gegenüber dem Neuen Museum am Rathenauplatz 3 in Weimar befindliche Schulgebäude, das 1868 bis 1871 errichtet wurde die heutige Grundschule „Johannes Falk“.
Das Stegmannsche Haus in Weimar ist nicht das einzige in dieser markanten äußeren Gestalt, das auf Stegmanns Plänen basierte, auch nicht in Weimar. Beispielsweise ist das beim katholischen Pflegeheim Schopenhauerstraße 11 der Fall. Das als „Köglers Haus“ bezeichnete Gebäude sieht im Entwurf im Aufriss diesem auffallend ähnlich. Es war aber in München nicht zur Ausführung gekommen.

## Publizist und Lithograf
Stegmann gab – überwiegend während seiner Zeit in Weimar – verschiedene große Vorlagenwerke für das Kunstgewerbe heraus, die er teilweise auch mit eigenen Lithografien versah. Nach einem zu Studienzwecken unternommenem Romaufenthalt 1855/1856 begann er Anfang der 1860er Jahre mit einer Sammlung zu Ornamenten der italienischen Renaissance (1861), es folgten im selben Jahr ein Werk zu Grabmalentwürfen, eine „Ornamentschule“ und Vorlagen zu Ornamenten „griechischen und römischen Stils“. Ein Band mit „Zeichnungen zu Schaufenstern, Waarenauslagen und Ladenvorbauten“ erschien 1884. 1866 eröffnete er zusammen mit F. Jaede sein „Atelier für Architektur und Kunstgewerbe“ in Weimar, über welches er ab 1867 die Wochenschrift Kunst und Gewerbe herausgab. Nach seinem Weggang aus Weimar erschien 1884 das „Handbuch der Bildnerkunst nach ihrem ganzen Umfange“. Als Mitautor startete er 1885 mit der Herausgabe eines Tafelwerkes zur Architektur der Renaissance in der Toskana, dessen Vollendung 1896 er nicht mehr erlebte. Sein Sohn Hans Stegmann und sein Mitautor Heinrich von Geymüller setzten nicht ohne Konflikte die Herausgabe weiterer Bände fort.

## Museumsdirektor

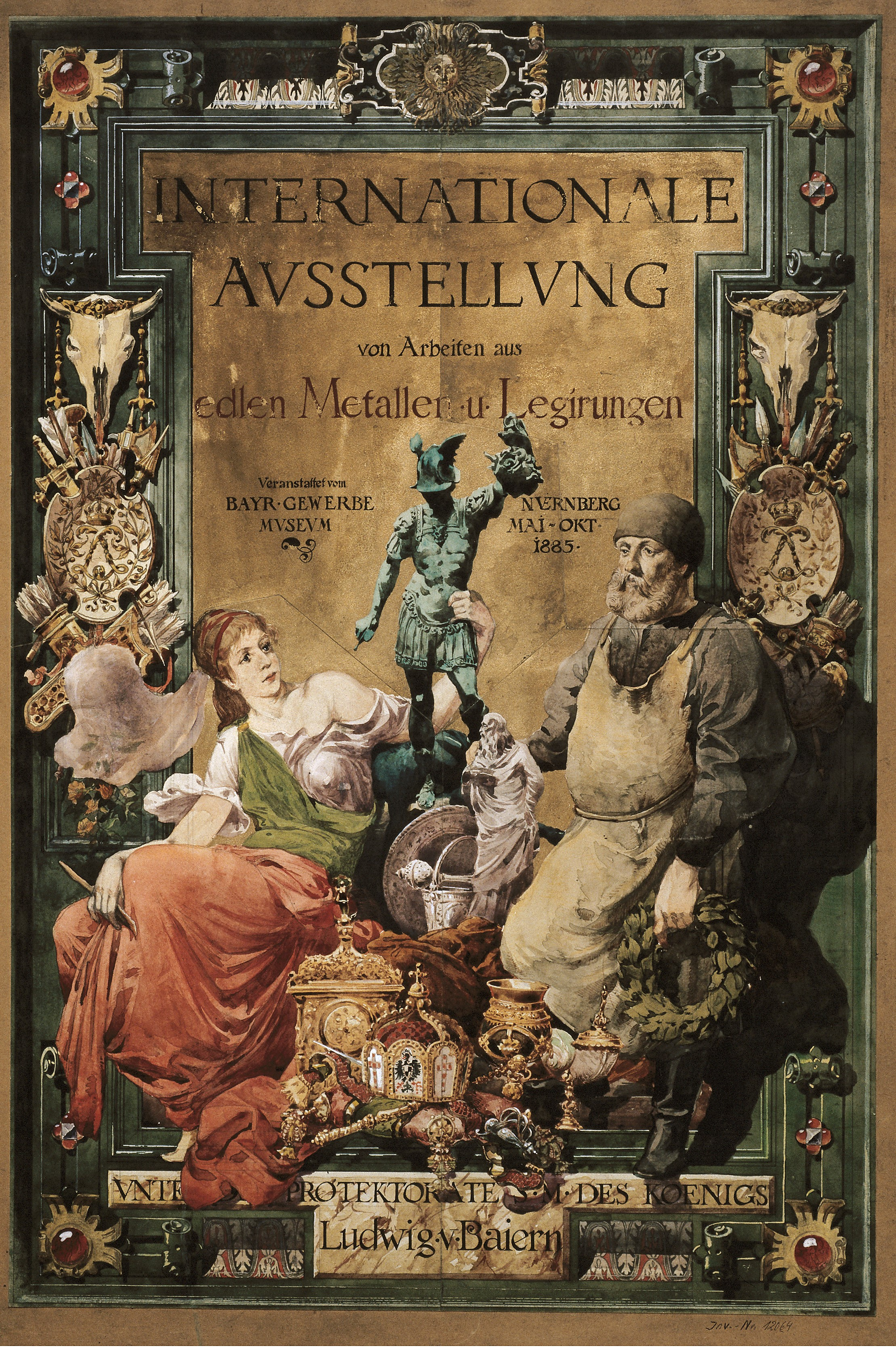
Plakat zur „Internationalen Ausstellung von Arbeiten aus edlen Metallen und Legirungen“ in Nürnberg 1885, Germanisches Nationalmuseum in Nürnberg.

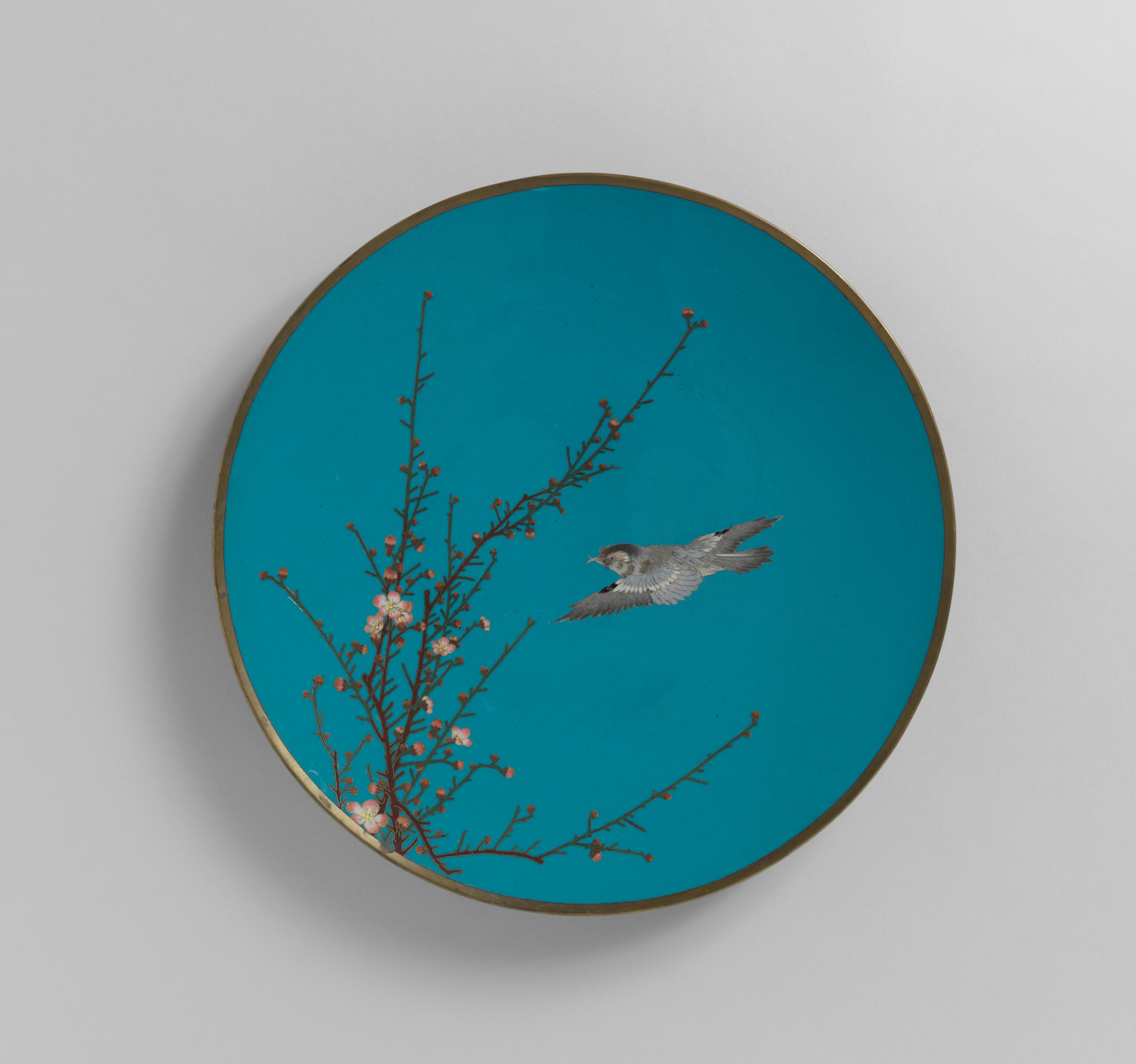
Teller, Tsukamoto Gisaburô, Japan, um 1885, emailliertes Kupfer, Germanisches Nationalmuseum in Nürnberg.

Als Stegmann mit seiner Bewerbung auf die Direktorenstelle des Neuen Museums in Weimar – dessen Bau er geleitet hatte – keinen Erfolg hatte, orientierte er sich neu. Er bewarb sich mit 26 Konkurrenten auf die neu entstandene Direktorenstelle des Bayerischen Gewerbemuseums in Nürnberg, die 1871 ausgeschrieben worden war. Als sich herausstellte, dass der favorisierte Kustos des Wiener Museums für Kunst und Industrie Jacob von Falke für die Stelle doch nicht in Frage kam, entschied man sich für Stegmann. Am 1. Januar 1872 erfolgte seine Berufung an das Bayerische Gewerbemuseum Nürnberg, dessen Gründungsdirektor er somit war.
Er brachte dabei seine Wochenschrift Kunst und Gewerbe mit, die somit direkt als Publikationsorgan für das neue Museum fungieren konnte. Als erster Direktor baute er die Sammlungen und Abteilungen des Gewerbemuseums auf, nahm aber auch eine Vielzahl weiterer Aufgaben wahr. Er plante und vollzog den Umbau und Umzug des Gewerbemuseums in das ehemalige Café Noris in der Königsstraße 3 in Nürnberg, kuratierte mehrere Wanderausstellungen und koordinierte die Teilnahme der bayerischen Betriebe auf mehreren Weltausstellungen und internationalen Schauen, u. a. 1876 in Philadelphia, 1879 in Sydney, 1880 in Melbourne oder 1883 in Amsterdam. Zudem gelang es ihm, einen Zusammenschluss der bayerischen Gewerbevereine herbeizuführen. Er initiierte die bayerischen Landesausstellungen, die 1882, 1896 und 1906 mit großem Erfolg stattfinden konnten. Bereits 1879 gründete er ein Komitee zur Durchführung der Schau 1882, deren gesamte Planung das Gewerbemuseum übernahm und die am 15. Mai 1882 unter Anwesenheit des Prinzen Luitpold von Bayern festlich eröffnet wurde. Auf einer 200.000 m² großen Fläche, dem heutigen Nürnberger Stadtpark, konnten sich 2414 Aussteller präsentieren. Zwei Millionen Besucher zog die Leistungsschau an, deren Gewinn für das Gewerbemuseum sich am Schluss auf 420.348 Mark belief.
Vor dem Hintergrund dieses großen Erfolges verwundert es nicht, dass Stegmann nur drei Jahre später eine weitere große Ausstellung plante. Die „Internationale Ausstellung für Arbeiten aus edlen Metallen und Legirungen“ konnte im Juni 1885 eröffnet werden. Für die Ausstellung hatte man eigens ein neues Gebäude errichten lassen, welches später die permanente Ausstellung des Gewerbemuseums beheimaten sollte. Gerade dieser Bau verursachte jedoch durch den sandigen Untergrund nahe der Pegnitz massive Probleme. Die nötige Verstärkung der Fundamente ließ die Bausumme beachtlich in die Höhe schnellen. Dennoch war die Ausstellung in Hinblick auf die große Anzahl an nationalen und internationalen Ausstellern, die Vielzahl der gezeigten Objekte und die knappe Viertelmillion Besucher ein Erfolg. Besonders beeindruckten die Metallobjekte aus dem asiatischen Raum, die Emailarbeiten von 22 verschiedenen Herstellern stachen besonders hervor.
Trotz dieses Erfolges war das finanzielle Ergebnis am Ende der Schau im September 1885 desaströs. Die ursprüngliche Summe für den Bau erhöhte sich um 103.000 Mark und auch die abgehaltene Lotterie schlug mit einem Defizit von 50.000 Mark schwer zu Buche.
Zusätzlich zu dieser finanziellen Schieflage wurde Stegmann als Direktor auch innerhalb des Verwaltungsrates zunehmend kritisch gesehen. Das Museum hatte durch ihn einen zu starken kunsthistorisch-kunsthandwerklichen Charakter bekommen, die Förderung von Handwerk und Industrie fand nicht in dem geplanten Umfang statt. Lothar von Faber, einer der Hauptfinanciers des Museums, warf Stegmann „Praxisferne“ und Mangel an eigener Erfahrung im technisch-praktischen Bereich vor. Stegmann hatte wichtige Tätigkeitsfelder des Museums, wie den Erwerb aktueller, innovativer Industrieprodukte, Kontakte zur Industrie oder auch die Intensivierung des pädagogischen Programmes, aus dem Blick verloren und war somit – zusätzlich zur finanziellen Lage – auch im Hinblick auf die zu vermittelnden Inhalte des Museums heftiger Kritik ausgesetzt. 1887 trennte man sich von Stegmann, ihm folgte Theodor von Kramer nach.
Stegmann ging in den Ruhestand, blieb jedoch in Nürnberg. Er betrieb die Herausgabe seines Tafelwerkes zur toskanischen Architektur der Renaissance bis zu seinem Tod im Mai 1895. Die Sammlung des Bayerischen Gewerbemuseums, deren Aufbau auf ihn zurückgeht, befindet sich heute als Dauerleihgabe im Germanischen Nationalmuseum in Nürnberg.